# آینده بشر
آیندهٔ بشر نام یک کتاب ادبی است که توسط برتراند راسل، نویسندهٔ اهل انگلستان نوشته شده‌است.  این کتاب یکی از آثار مشهور ادبی جهان است.